# 30000 Camenzind
A 30000 Camenzind a Naprendszer kisbolygóövében található aszteroida. A LINEAR projekt keretében fedezték fel 2000. január 4-én.